# Zero Regio
Zero Regio (Region ohne Emissionen) war ein multilaterales, integriertes Projekt zur Entwicklung eines Transportsystems mit wasserstoffbetriebenen Brennstoffzellenfahrzeugen in zwei europäischen Regionen, das im November 2004 begonnen und 2009 abgeschlossen wurde. 

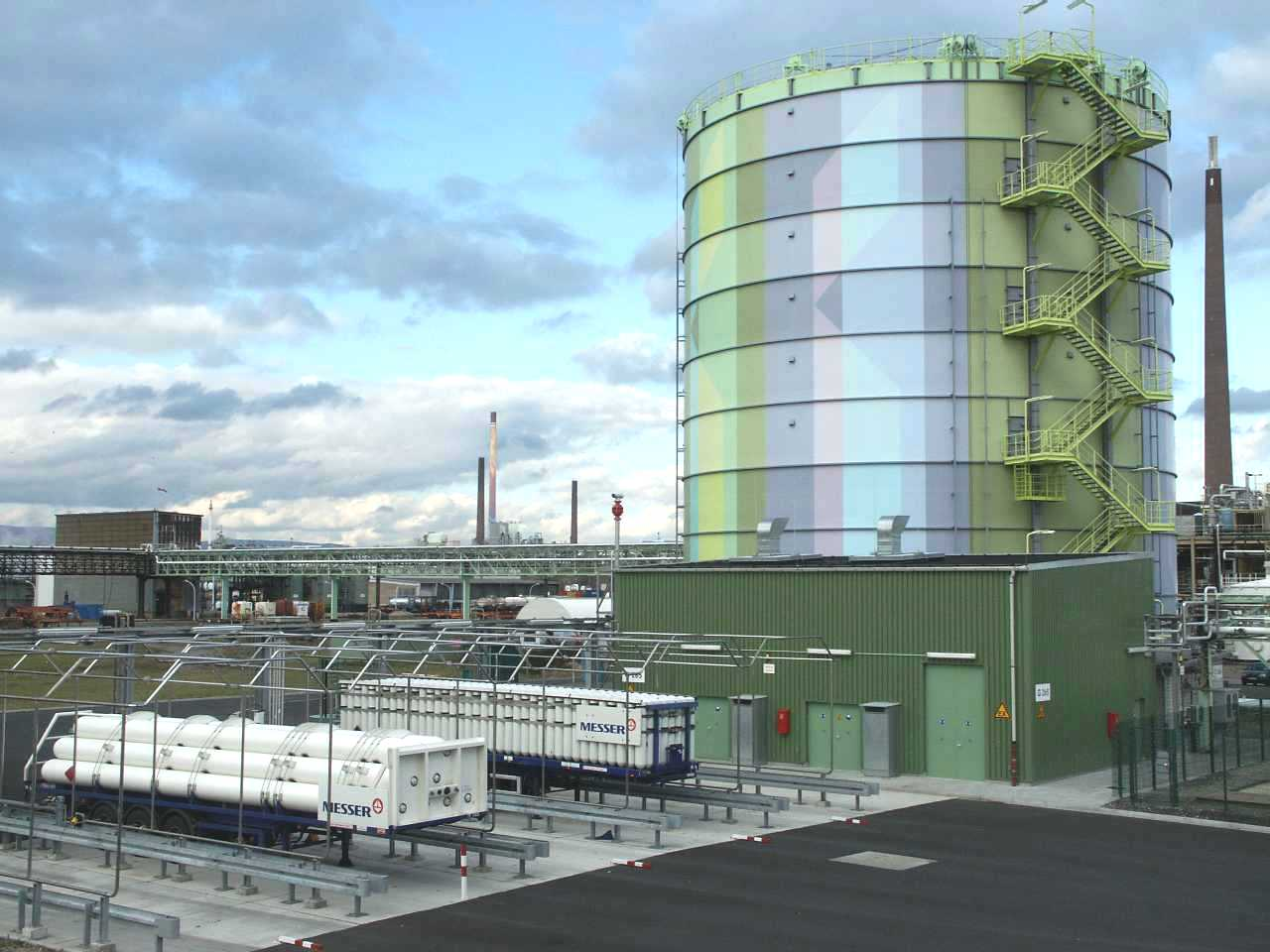
Wasserstoffzentrum Industriepark Höchst in Frankfurt

Im Rahmen des 6. Europäischen Forschungsrahmenprogramms wurde binnen fünf Jahren durch dieses Vorhaben unterschiedlicher Unternehmen und Institutionen aus vier EU-Mitgliedsstaaten eine Wasserstoff-Infrastruktur mit Tankanlagen und Fahrzeugflotten im Rhein-Main-Gebiet und der Lombardei aufgebaut. Das Projekt wurde zu über einem Drittel aus europäischen Fördermitteln finanziert.
Die Bereitstellung des Wasserstoffes erfolgte durch Nutzung des Wasserstoffes einer Chlorgasanlage von Hoechst, durch industriell und vor Ort erzeugten Wasserstoff. Die Bezeichnung „Zero Regio“ trifft daher lediglich auf die Tank-to-Wheel-Betrachtung der Fahrzeuge zu, nicht jedoch auf die Wasserstoffbereitstellung (Well-to-Tank), da ein Großteil aus fossilem Erdgas, vor allem mittels Dampfreforming gewonnen wird.
Die Ergebnisse und Erfahrungen der sich über drei Jahre erstreckenden Testphase sollten dazu beitragen, das damalige Fernziel der Europäischen Kommission zu erreichen, dass im Jahr 2020 5 % aller Transportfahrzeuge auf Europas Straßen mit Wasserstoff betrieben werden. Bei wenigen hundert Wasserstofffahrzeugen bis 2010 ist dieses Ziel unrealistisch.
Die Bauphase für die Wasserstoff Infrastruktur dauerte bis Ende 2006. Ab November 2006 wurden die Flotten der Brennstoffzellen-Fahrzeuge und die Wasserstoff-Infrastruktur erprobt und auf Alltagstauglichkeit geprüft.
Der Projektabschluss fand auf der WHEC 18 (World Hydrogen Energy Conference) im Mai 2010 in Essen statt. Die Projektergebnisse
wurden auf der Webseite veröffentlicht.